# Bahnhof Freital-Potschappel

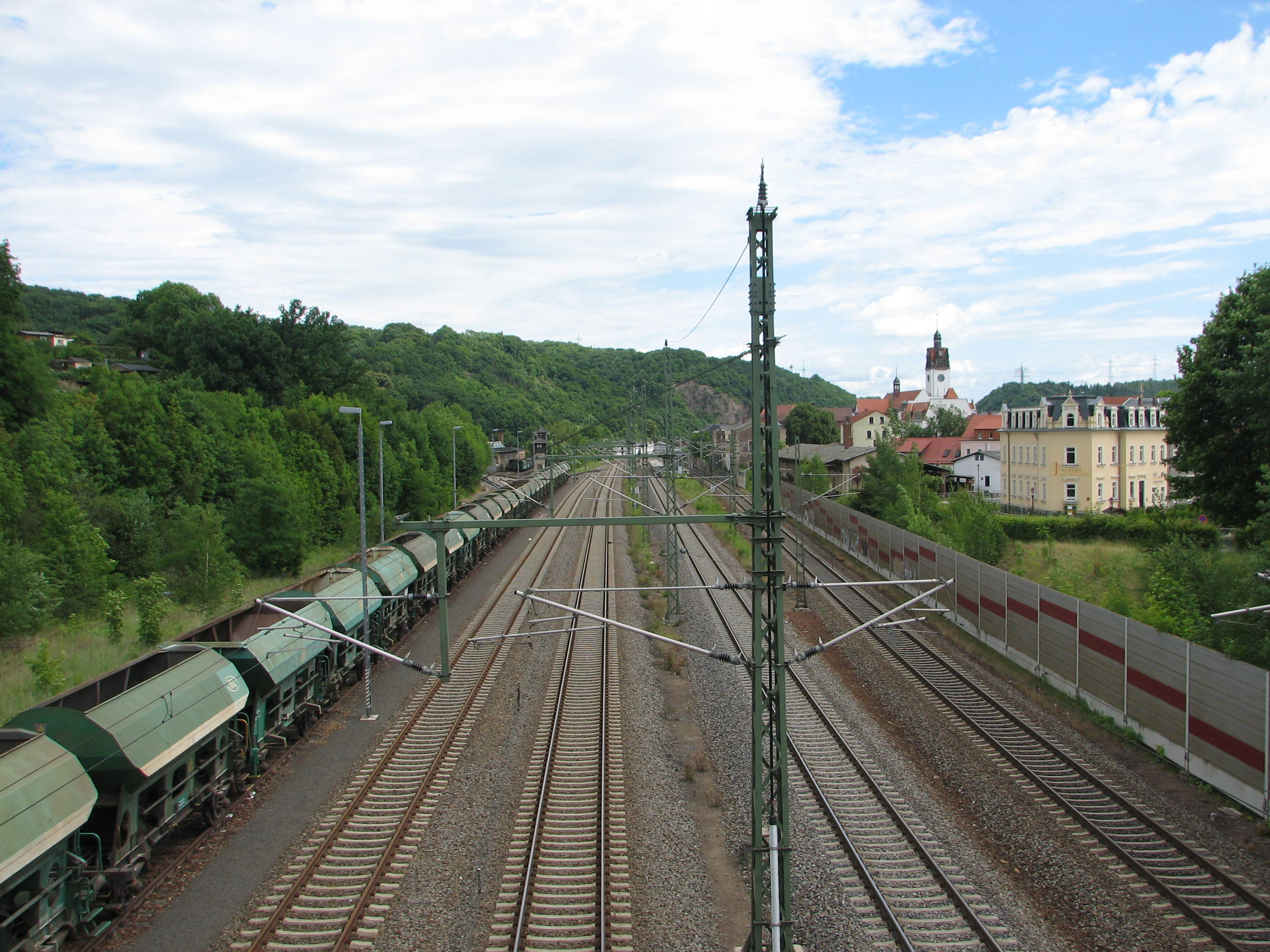
Blickrichtung Dresden, im Hintergrund der Bahnhof

Der Bahnhof Freital-Potschappel (bis 1921 nur Bahnhof Potschappel) ist eine Betriebsstelle der Bahnstrecke Dresden–Werdau im Freitaler Stadtteil Potschappel. Von 1884 bis 1972 war der Bahnhof Ausgangspunkt der Schmalspurbahn Freital-Potschappel–Nossen. Heute dient Freital-Potschappel insbesondere als Zugangsstelle zur Linie S3 der S-Bahn Dresden.

## Geschichte
Der Bahnhof Potschappel wurde mit der Einweihung der zweigleisigen Strecke der Albertsbahn AG (heutige Bahnstrecke Dresden–Werdau) eröffnet. Die Albertsbahn entstand mit dem Ziel, die im Döhlener Becken geförderte Steinkohle schneller nach Dresden transportieren zu können. Potschappel war ein wichtiger Standort der sächsischen Steinkohleindustrie, sodass sich die Eröffnung eines Bahnhofes als sinnvoll erwies. Zur Erschließung der Steinkohlenfelder des Königlichen Steinkohlenwerkes Zauckerode wurde ein Jahr später die normalspurige Niederhermsdorfer Kohlezweigbahn eröffnet. Sie zweigte am Bahnhof Potschappel auf Höhe der Porzellanmanufaktur ab, unterquerte die Roßthaler Straße (heute Carl-Thieme-Straße) und setzte sich dem Verlauf der Wiederitz folgend bis in den Ort Niederhermsdorf fort. Die Eröffnung dieser Strecke war am 1. Dezember 1856.

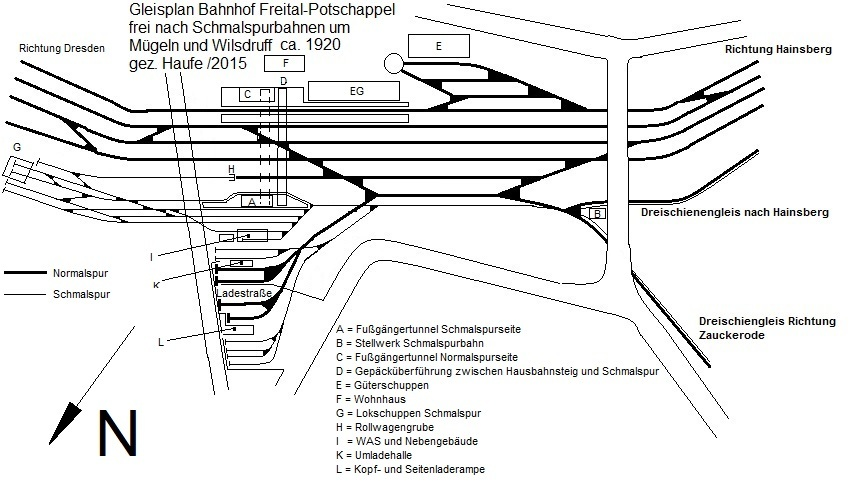
Gleisplan des Bahnhofs Potschappel aus den 1920er Jahren

Von 1856 bis 1875 wurden in Potschappel über eine Million Ladungen Kohle zu je 100 Zentner abgefertigt. Damit zählte die Station im Güterverkehr in den 1860er Jahren zu den bedeutendsten Bahnhöfen im Güterverkehr in Sachsen. Gleichzeitig entwickelte sich auch der Personenverkehr zwischen Dresden und den aufstrebenden Industriegemeinden des Döhlener Beckens. Im Jahr 1886 wurden täglich rund 488.000 Personen in 22 Zügen transportiert; 1897 fuhren bereits doppelt so viele Züge täglich, die über eine Million Fahrgäste zählten.
1886 konnte die Schmalspurbahn Potschappel–Wilsdruff eröffnet werden und sorgte für weiteres Verkehrsaufkommen. Diese 1889 bis nach Nossen verlängerte Strecke war die erste des späteren Wilsdruffer Netzes. Die Schmalspurbahn nutzte zwischen Potschappel und Niederhermsdorf das Gleisbett der Kohlezweigbahn, es wurde lediglich eine dritte Schiene eingelegt. Bereits zuvor war der Bahnhof Ende der 1870er Jahre erweitert worden.

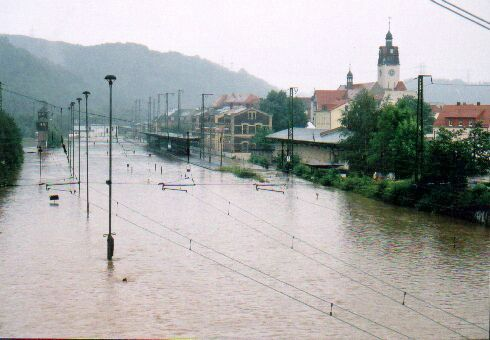
Bahnhof Freital Potschappel während des Hochwassers 2002

Die damit entstandene hohe Verkehrsdichte auf der Schiene belastete und behinderte zudem den Verkehr an den Bahnübergängen stark. Die Situation verschärfte sich noch einmal mit der Inbetriebnahme der Straßenbahnstrecke durch den Plauenschen Grund 1902. Am Ortsausgang Potschappel Richtung Dresden bildete sich ein Nadelöhr, das erst durch die Höherlegung der Bahnanlagen von 1905 bis 1909 entschärft werden konnte. Bedingt durch die Höherlegung erfolgten auch Umbauten am 1855 errichteten Empfangsgebäude. Bis 1914 wurde die Bahnstrecke viergleisig ausgebaut, am Bahnhof Potschappel konnten fortan Personen- und Güterverkehr getrennt abgefertigt werden. In dieser Zeit errichtete man zudem das heute noch erhaltene und unter Denkmalschutz stehende Stellwerk B1.

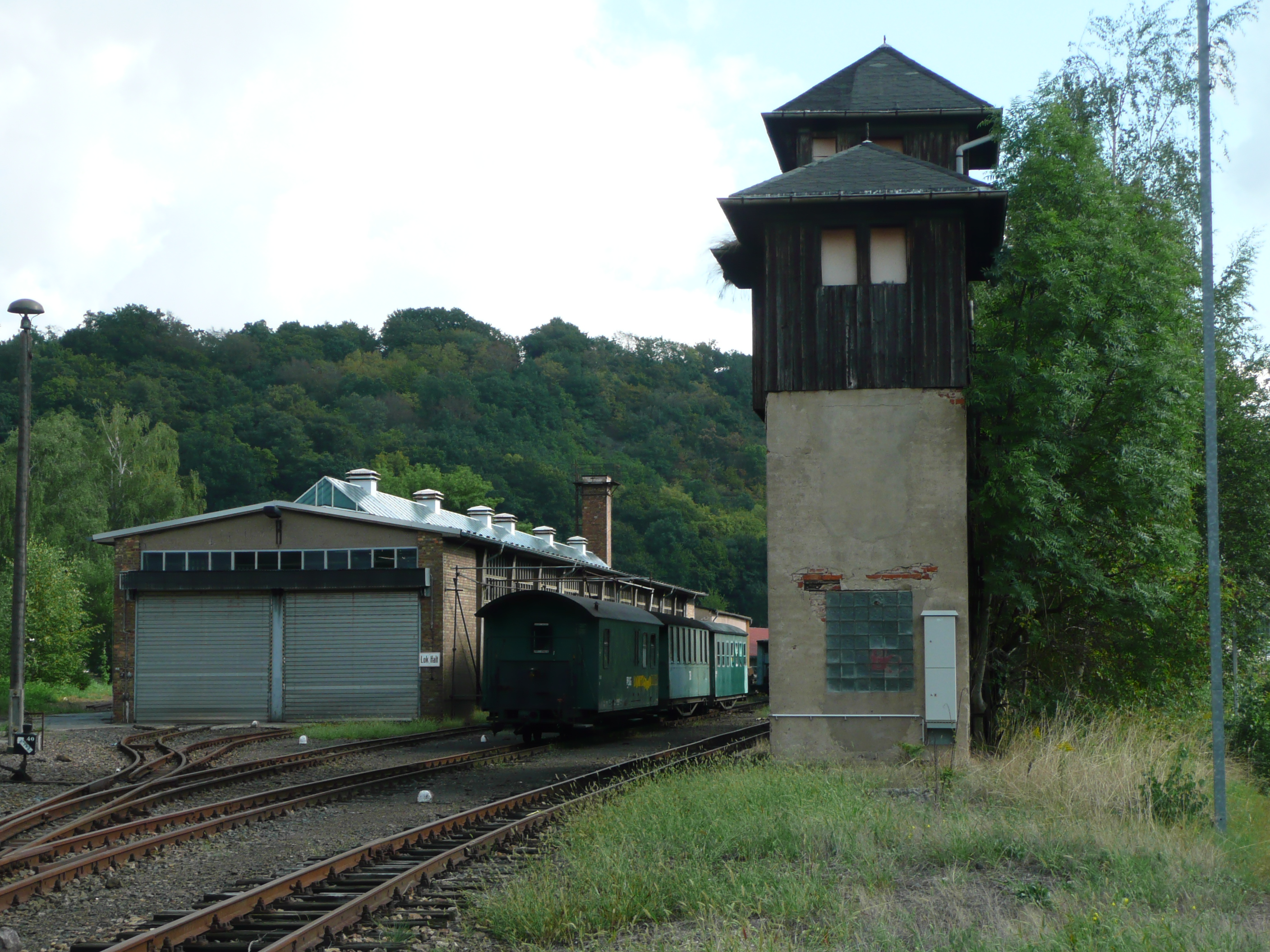
Schmalspuranlage des Bahnhofs im Jahr 2015

In den 1900er Jahren gab es erste Überlegungen, ein schmalspuriges Verbindungsgleis zwischen Hainsberg und Potschappel einzuführen. Dies sollte den Austausch von Lokomotiven zwischen der Wilsdruffer Schmalspurbahn und der in Hainsberg beginnenden Weißeritztalbahn ermöglichen. Es wurde zudem die Möglichkeit gesehen, über diese Verbindungsstrecke künftig die Weißeritztalbahn bereits in Potschappel beginnen zu lassen. Nach dem Ausbau der Bahnstrecke Dresden–Werdau konnte eine dritte Schiene in ein Industrieanschlussgleis eingelegt werden, die „Potschappel-Hainsberger Verbindungsbahn“ (PHV) war ab September 1913 nutzungsfähig. Seitdem konnten die Wagen der Weißeritztalbahn in der Wagenausbesserungsstelle am Potschappler Schmalspurbahnsteig gewartet werden. Bis in die 1960er und wieder in den 1990er Jahren wurden Sonderfahrten der Weißeritztalbahn von Potschappel aus über die PHV angeboten.
Mit der Bildung der Stadt Freital aus den Gemeinden Deuben, Döhlen und Potschappel wurde der Potschappler Bahnhof am 1. Juni 1921 in „Freital-Potschappel“ umbenannt. Am 16. April 1945 traf eine während der Luftangriffe auf Dresden abgeworfene Bombe die Bahnhofsanlagen. Am 19. Juni wurde der Zugverkehr wieder aufgenommen. Zwei der vier Streckengleise wurden 1946 zu Reparationszwecken abgebaut und erst nach Jahren wieder aufgebaut.
Ende der 1950er Jahre stellte der VEB Steinkohlenwerk „Willi Agatz“ den Steinkohlenbergbau links der Weißeritz komplett ein; infolgedessen rentierten sich auch die an die Abbauorte führenden Bahnstrecken nicht mehr. 1966 wurde der elektrische Zugbetrieb aufgenommen. Im Jahr 1972 erfolgte die Stilllegung der abzweigenden Schmalspurbahn nach Wilsdruff, lediglich der normalspurige Abschnitt wurde noch einige Jahre weiter im Anschlussverkehr bedient. Im Bahnhofsbereich sind die Gleise teils bis heute erhalten geblieben. Seit der Stilllegung ist der Bahnhof Potschappel wieder ein reiner Durchgangsbahnhof.
Seit dem 31. Mai 1992 wird der Bahnhof Freital-Potschappel von der Dresdner S-Bahn angefahren. Das Hochwasser im August 2002 richtete verheerende Schäden an den Bahnanlagen an, sodass in den Folgejahren umfangreiche Instandsetzungs- und Neubaumaßnahmen durchgeführt werden mussten. Dabei wurden der Bahnsteig sowie eine Brücke nördlich des Bahnhofes etwas nach Südosten verlegt, die Widerlager des alten Bauwerkes samt Aufgang zum damaligen Bahnsteig sind noch erhalten. Während der Umbaumaßnahmen wurden auch große Teile der PHV-Strecke abgebaut, sodass eine durchgehende Schmalspurverbindung zwischen Hainsberg und Potschappel nicht mehr existiert. Die Wagen der Weißeritztalbahn und auch die der Lößnitzgrundbahn wurden seitdem über die Straße an die Wagenausbesserungsstelle Potschappel transportiert.

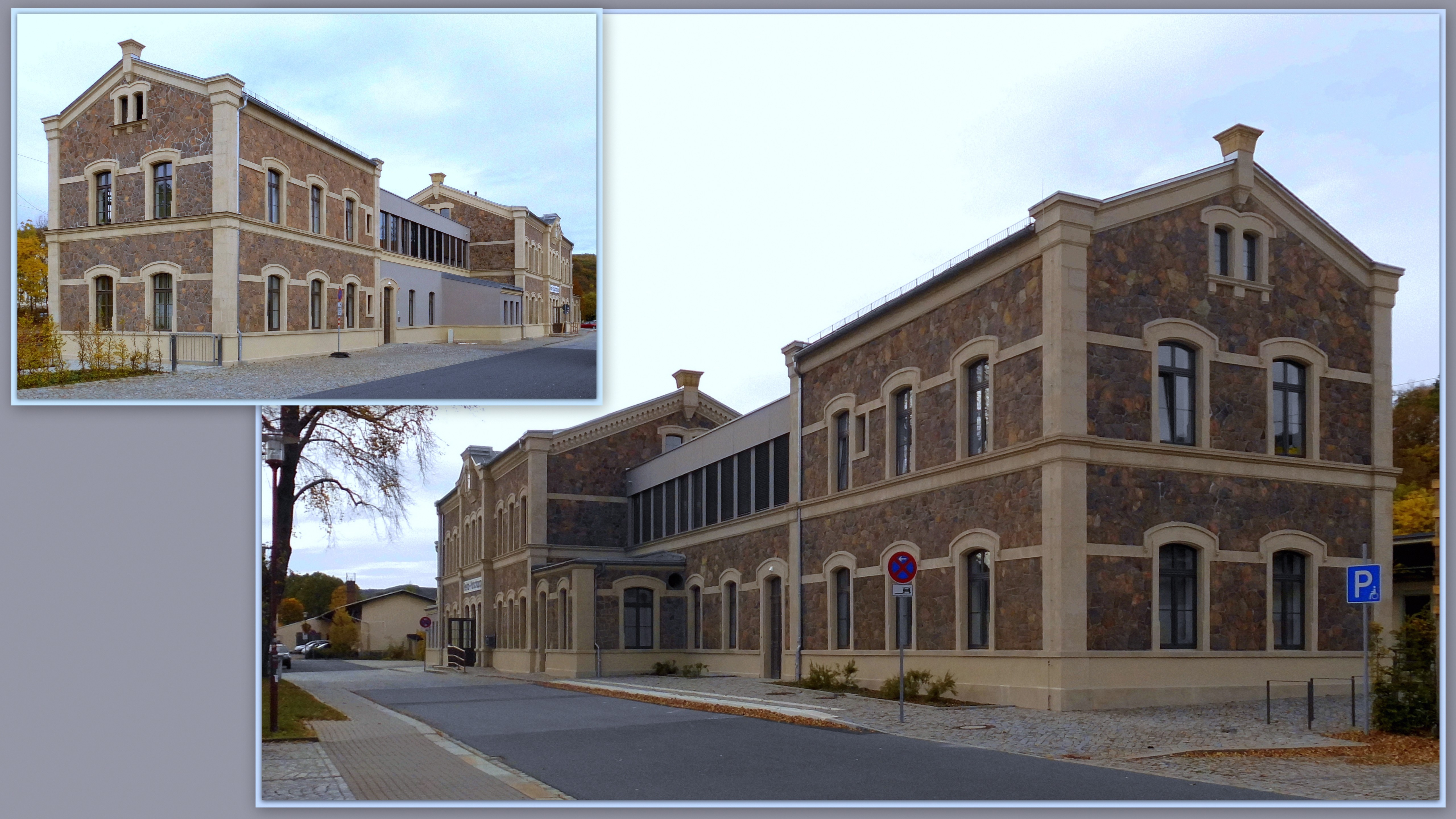
Neues Bürgerhaus Jahr 2019

2019 wurde die Wagenausbesserungsstelle im Bahnhof Freital-Hainsberg (Anschluss Weißeritztalbahn) fertiggestellt, die Überführungen auf der Straße sind entfallen.
Gleichzeitig wurde das Bahnhofsgebäude als Bürgerhaus umgebaut und im Oktober 2019 eröffnet. Hier befinden sich nun verschiedene Ämter (u. a. Ordnungsamt, Standesamt) der Stadt Freital. Im Erdgeschoss befindet sich das Bürgerbüro und die Touristinformation. Ein Mehrzweckbereich für die Stadtteilarbeit und öffentliche Veranstaltungen stehen zur Verfügung.

## Bahnanlagen

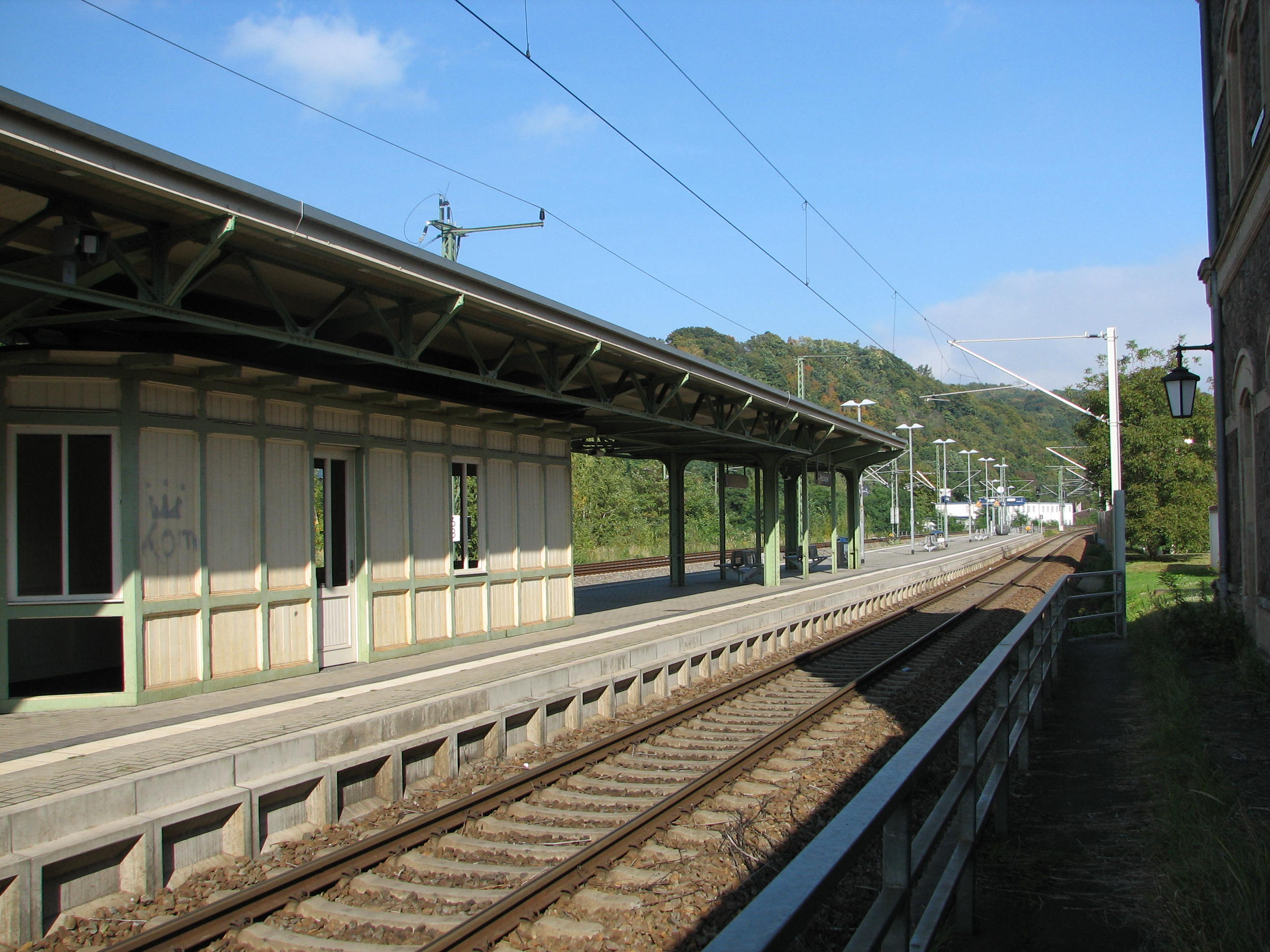
Blick auf den Bahnsteig in Richtung Dresden

### Bahnanlagen Normalspur
Der Mittelbahnsteig ist etwa 150 Meter lang. Einerseits ist der Zugang über einen Tunnel mit Aufzug vom Bahnhofsgebäude aus möglich, andererseits besteht ein Treppenaufgang an der Brücke über die Oberpesterwitzer Straße. Zu dem großen Bahnhofsumbau mit der Höherlegung der Strecken wurde schon im Ostteil (1 km vor dem Erreichen des Bahnhofes) der Güterverkehr von dem Reiseverkehr in Richtung Tharandt getrennt, wobei die Gleise von hier viergleisig ausgeführt sind. Aus Richtung Dresden fuhren in den Bahnhof rechts die Güterzüge ein, die linken Gleise waren für den Reiseverkehr bestimmt.
Das Empfangsgebäude hat eine Bruchsteinfassade und neben dem Haupteingang zwei Flügel samt Anbauten. In einem dieser Anbauten war eine Gaststätte untergebracht, der Großteil des Gebäudes war lange ungenutzt. Über die Eingangshalle war der Zugang zu einem Tunnel und den Bahnsteigen möglich. Im Kern stammt das Empfangsgebäude aus der Zeit der Streckeneröffnung und ist eingetragenes Kulturdenkmal. Es befand sich bis 2014 in Privathand.
Die Stadt Freital hat 2014 das Empfangsgebäude erworben. Im Zuge eines Umbaus sollen bis 2019 etwa 40 Verwaltungsarbeitsplätze und zudem neue und zeitgemäße Fraktionsräume des Stadtrates entstehen. Weiterhin sind im Erdgeschoss ein Bürgerbüro sowie ein Mehrzweckbereich geplant, der auch für die Stadtteilarbeit und öffentliche Veranstaltungen zur Verfügung stehen wird. 
Seit 2003 wird die Bahnanlage von einem ESTW gesteuert. In diesem Zusammenhang wurden die beiden Stellwerke B1 und W3 funktionslos und das Stellwerk W3 im selben Jahr abgebrochen.

### Bahnanlagen Schmalspur

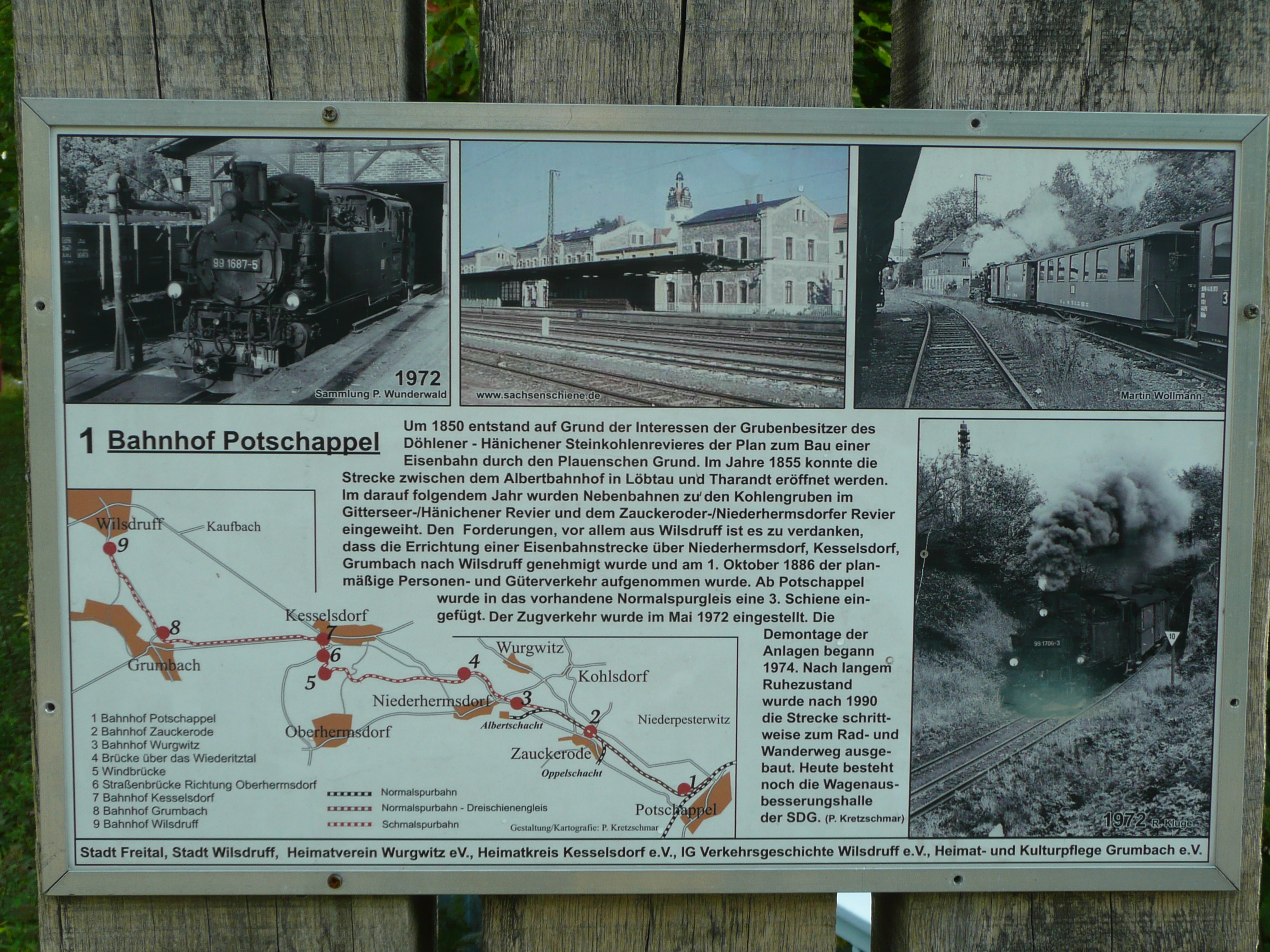
Gedenktafel über die Schmalspurbahn im Bahnhof Freital-Potschappel

Der Personenbahnsteig der Strecke nach Wilsdruff befand sich nördlich von den Normalspuranlagen, beide waren mit einer Unterführung verbunden. Direkt daneben befindet sich die Ausbesserungsstelle. Die Gleise nach Tharandt und Wilsdruff verliefen noch einige hundert Meter lang parallel, bevor sie sich an der Porzellanmanufaktur trennten. Am Abzweig befand sich noch bis in die beginnenden 2000er Jahre ein altes Arbeiterwohnhaus, das im Zuge des Ausbaus der Carl-Thieme-/Roßthaler Straße abgerissen wurde. Zwischen dem EG und dem Schmalspurbahnsteig befand sich eine alte Gepäcküberführungsanlage, über der früher das Gepäck zwischen den Strecken hin- und herbefördert werden konnte.
Wenn man heute die Bahnhofsgleise betritt, könnte man meinen, es ist hier gerade Mittagspause in dem Betrieb; der Gepäcküberführungsturm steht noch, die Gleise sind noch vorhanden, und neben der Wagenausbesserungsstelle (WAS) stehen einzelne Personenwagen. Dabei ist hier seit 1972 kein fahrplanmäßiger Zug mehr gefahren, und nur bis 2002 gab es noch Überführungsfahrten auf der Potschappel-Hainsberger Verbindungsbahn.

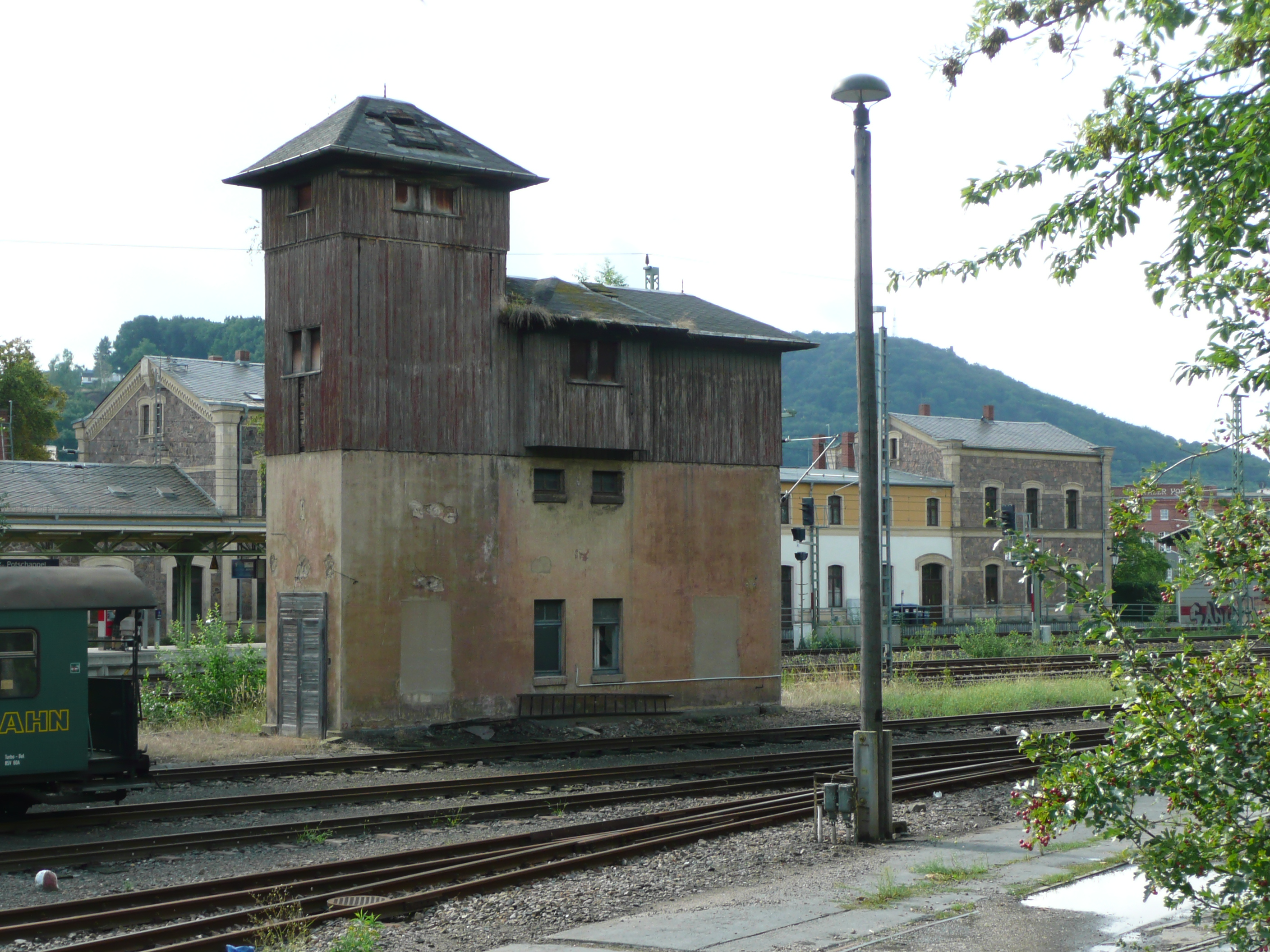
Ehemaliger Gepäcküberführungsturm im Jahr 2015

Der Schmalspurbahnhof bestand aus einem Inselbahnsteig, dann folgten zwei nördlich gelegene Gleise und weiter nördlich die WAS, die ebenfalls mit zwei Gleisen von der westlichen Seite befahrbar war. Noch weiter nördlich führten zwei Schmalspur- und zwei Normalspurgleise zu der Umladehalle, und noch weiter nördlich zwei Normalspur- und vier Schmalspurgleise zu der Ladestraße mit der Kopf- und Seitenladerampe. Die Rollwagengrube befand sich hingegen südlich des Schmalspurbahnsteigs. Die fünf Gleise südlich der WAS wurden ursprünglich über die Pesterwitzer Straße zum EG mit Brücken zu dem Lokschuppen geführt. Später wurden die nördlichen vier Brücken entfernt und nur noch ein Gleis führte auf die Lokschuppenseite. Fotos von 1930 zeigen, dass damals schon diesen Zustand existierte. In der Anfangszeit der Bahn wurden die Schmalspuranlagen mehrfach umgebaut, wobei die größten Umarbeitungen während der Höherlegung der Gleise des Bahnhofes in den Jahren 1905–1909 erfolgten. Die Reisenden gelangten von dem EG zum Schmalspurbahnsteig durch eine Unterführung. Für das Gepäck der Schmalspurbahn wurde in der Zeit die imposante Gepäcküberführung über die Normalspurgleise gebaut, von der auf der Schmalspurseite der Turm noch vorhanden ist. 

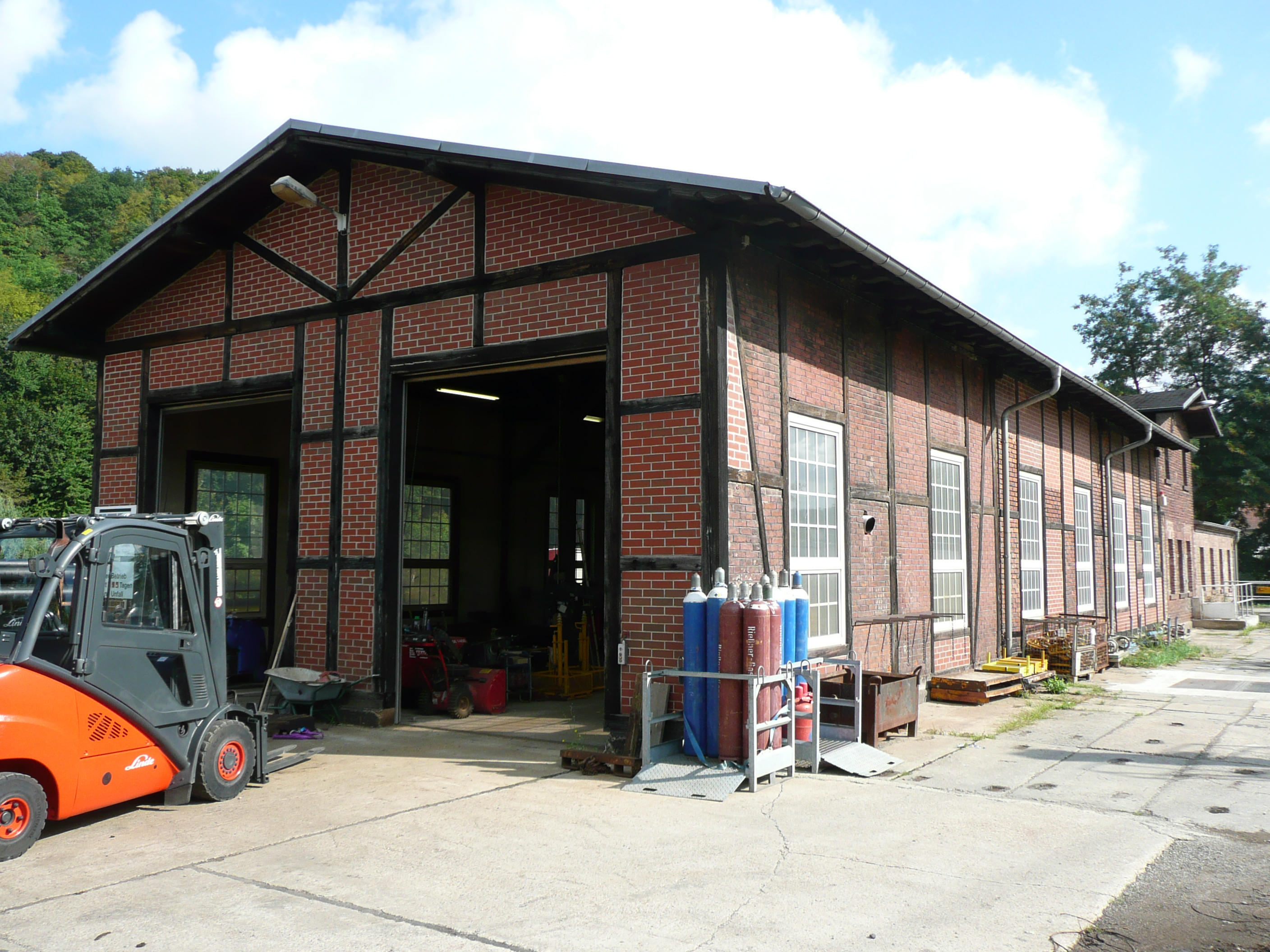
Ehemaliger Lokschuppen im Jahr 2015

Der Lokschuppen war ein Fachwerkbau in zunächst zweigleisiger und zweiständiger Ausführung. Ursprünglich bestand er aus einem Unterstell- und einem Reparaturstand. Zur Bauzeit besaß er eine Wasserstation mit einem Tiefbrunnen, einem Wasserbehälter mit 13 m³ Inhalt und einem Wasserkran. 1905 wurde die Wasseranlage an das öffentliche Netz in Freital angeschlossen. Bei späteren Modernisierungen kamen zwei weitere Lokstände und ein Drehkran hinzu. Die Bekohlungsanlage diente für Schmalspur- und Normalspurgleise zusammen und konnte von den Lokomotiven der Windbergbahn mit verwendet werden. Zur Bekohlung der Lokomotiven diente eine Feldbahn mit 600 mm Spurweite, die in das Normalspurgleis eingebaut wurde. Der Lokschuppen galt ab 1923 als Lokbahnhof des Bahnbetriebswerk Nossen und ab 1952 als Einsatzstelle des Bahnbetriebswerk Wilsdruff. Heute wird der Lokschuppen von einer Privatfirma verwendet und ist in einem sehr guten Zustand. Sämtliche Gleisanlagen der Schmalspurbahn auf der Seite des Lokschuppens sind entfernt und überbaut worden.

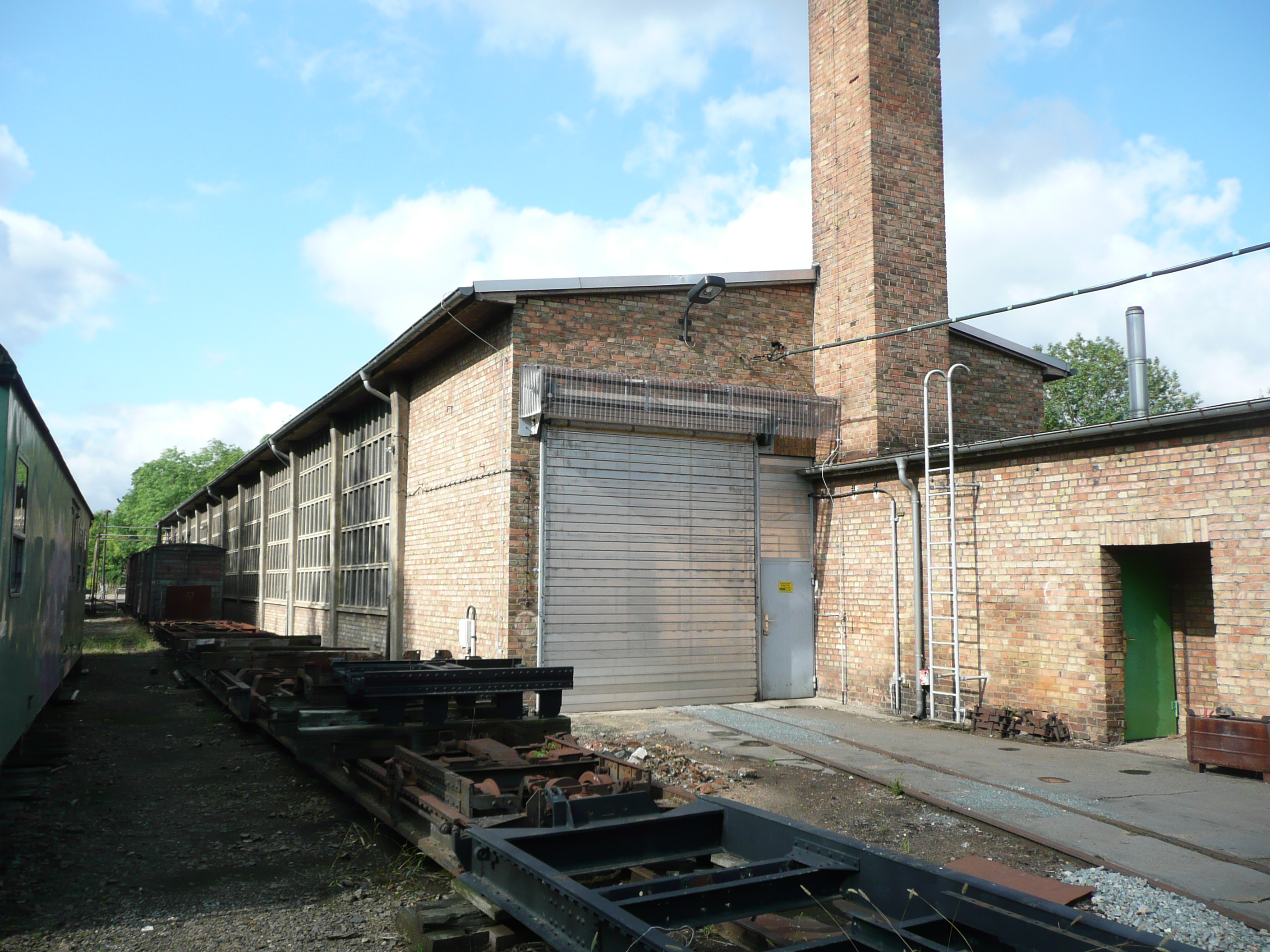
Ehemalige Wagenausbesserungshalle im Bahnhof Potschappel im Jahr 2015

Ebenfalls ist die ehemalige Wagenausbesserungsanlage im Bahnhof Freital Potschappel noch vorhanden. Wahrscheinlich ist die seit 1913 bestehende direkte Gleisverbindung zu dem Bahnhof Freital-Hainsberg über die Potschappel-Hainsberger Verbindungsbahn der Grund, weshalb so viele Schmalspurgleise im Bahnhof Freital Potschappel noch vorhanden sind. Von 1996 bis zum Jahr 2002 wurden hier noch regelmäßig Sonderzugfahrten durchgeführt, wobei der ehemalige Schmalspurbahnsteig der Schmalspurbahn Freital-Potschappel–Nossen extra für diese Fahrten reaktiviert wurde. Die Wagenausbesserungshalle wurde zur Wagenreparatur schon ab dem Beginn des Betriebes der Schmalspurbahn Freital-Potschappel–Nossen genutzt. Mit der Eröffnung der Potschappel-Hainsberger-Verbindungsbahn wurde die Wagenausbesserungshalle auch zur Reparatur der Wagen der Weißeritztalbahn und Lößnitzgrundbahn mit verwendet. In den 1950er Jahren wurde die WAS zum letzten Mal erweitert, benützt wurde sie zur Wagenreparatur bis in die 1990er Jahre.
Außerdem besaßen der Schmalspurteil des Bahnhofes eine Umladehalle, die heute noch existiert, und eine Ladestraße mit Kopf- und Seitenladerampe. Heute sind die Schmalspur- und Normalspurgleise nördlich der Umladehalle zurückgebaut und die Carl-Thieme-Straße führt hier bis zu der Pesterwitzer Straße gerade entlang. Es sind auch heute noch eine Menge an ehemaligen Sachzeugen aus der Schmalspurzeit vorhanden, über deren weitere Verwendung es sich lohnt, Gedanken zu machen.

## Erhaltene Schmalspurrelikte im Jahr 2015

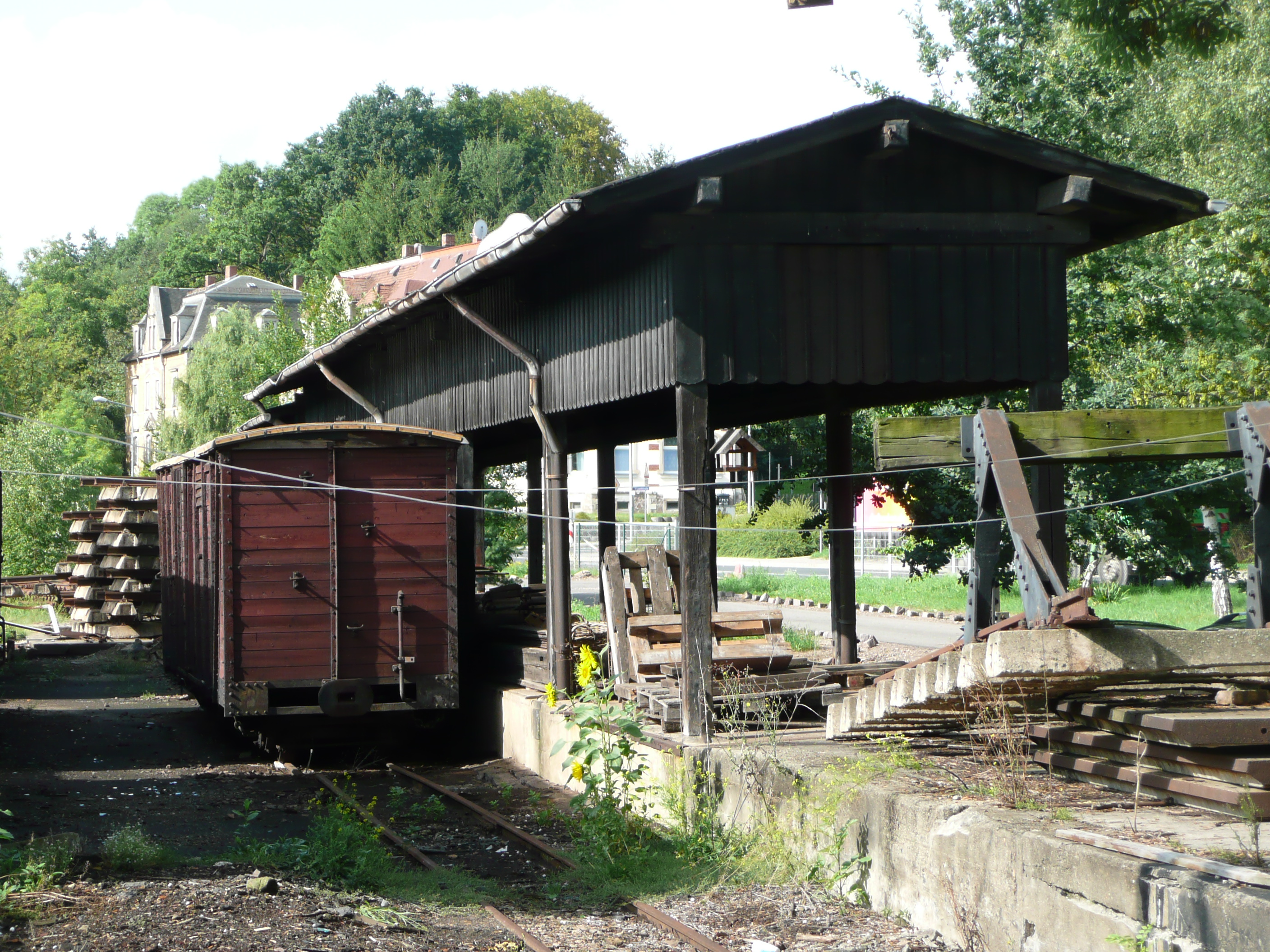
2015 erhaltene Umladehalle der Schmalspurbahn
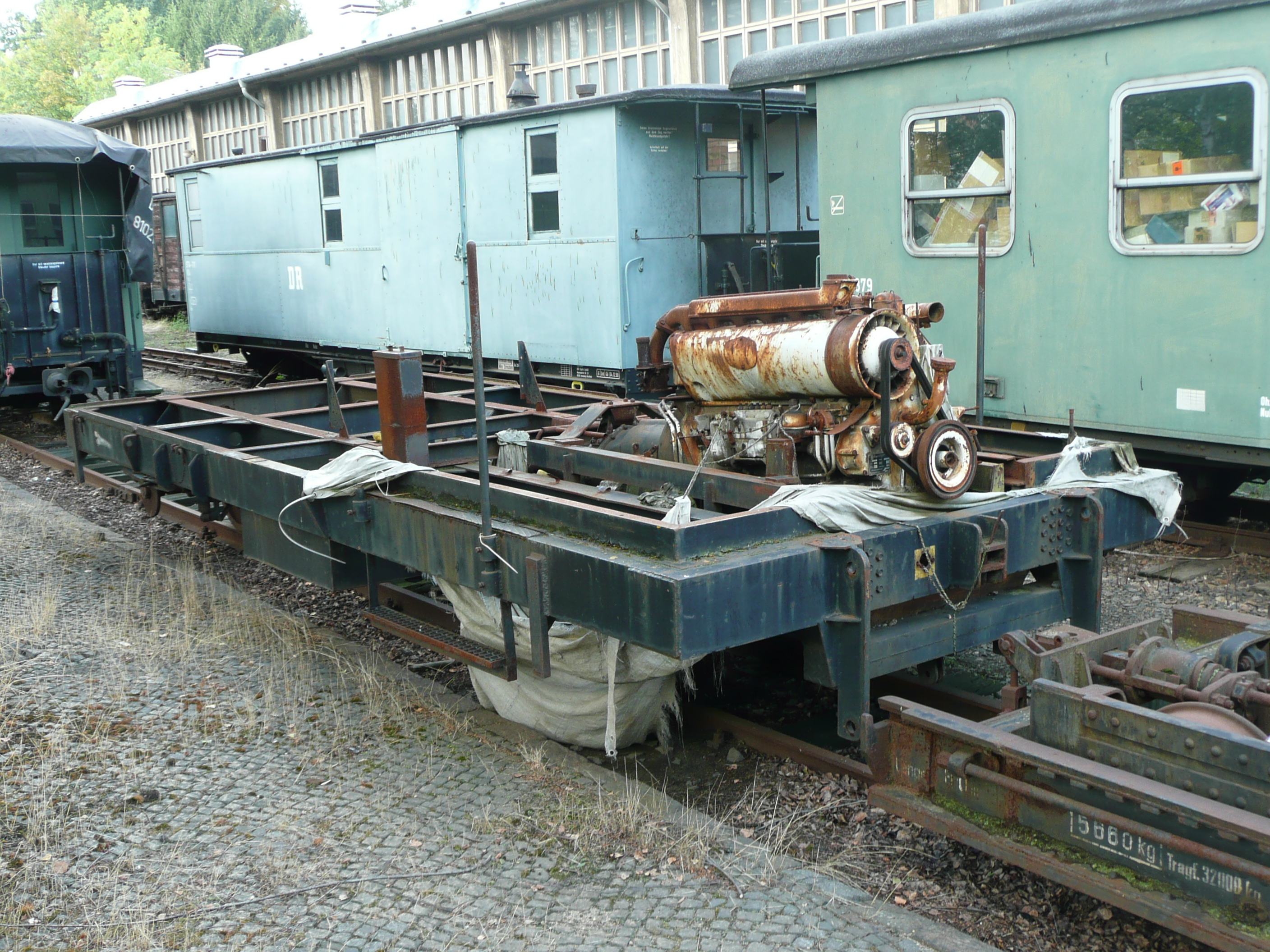
Verschiedene historische Schmalspurfahrzeuge neben der WAS
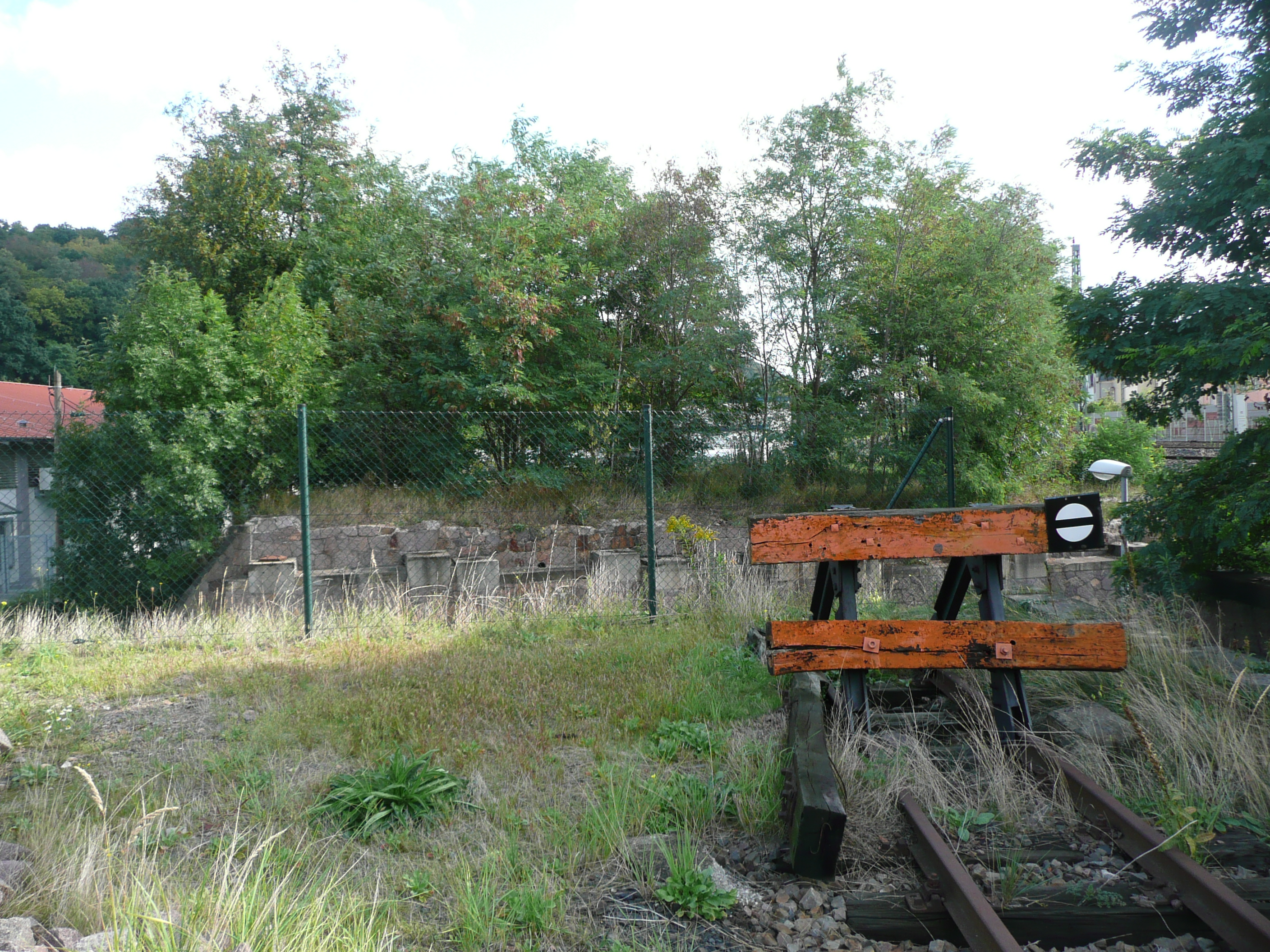
Ehemalige Überführungsbrücken der Schmalspurbahn über die Oberpesterwitzer Straße
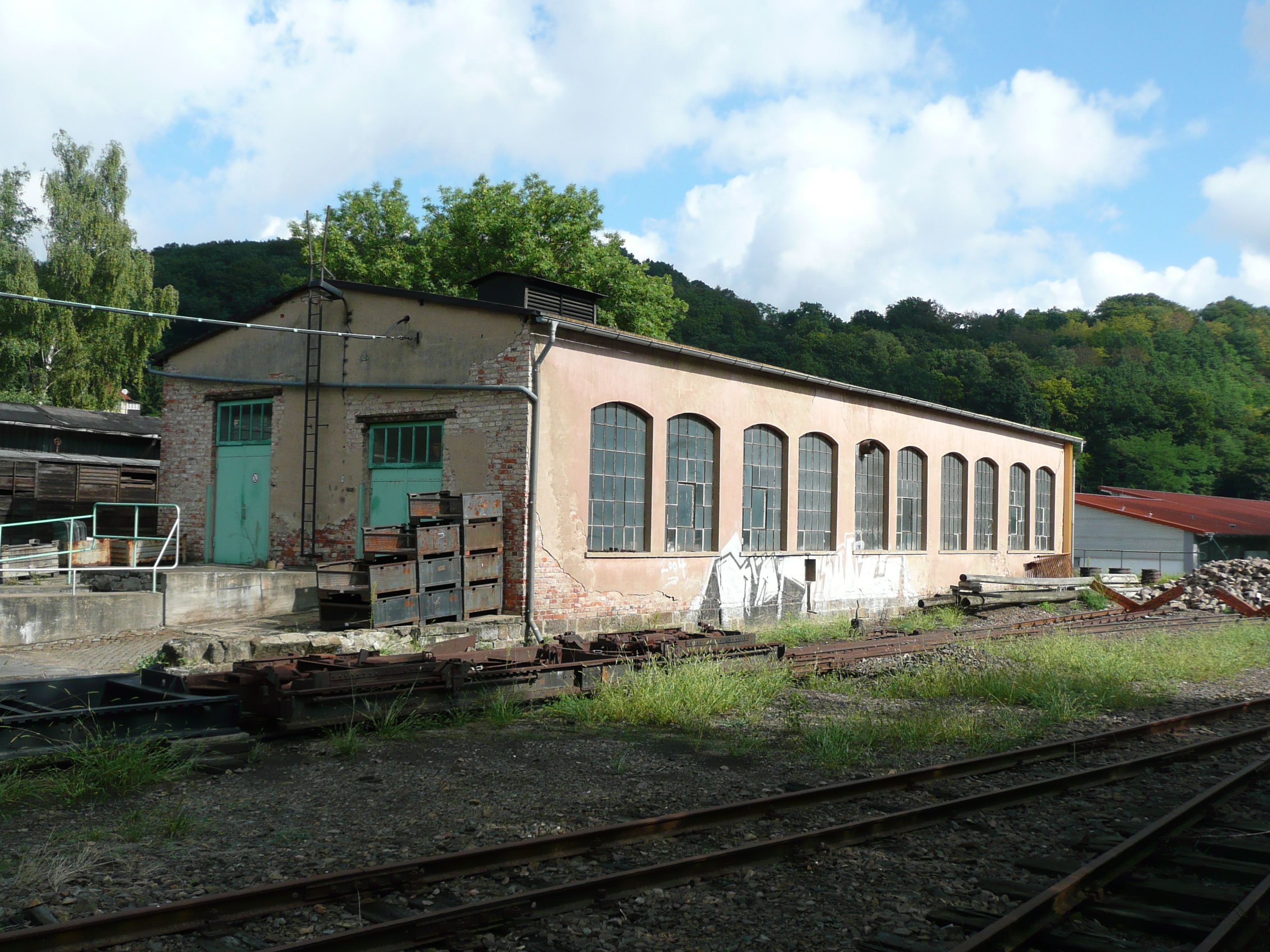
Hintergebäude der Wagenausbesserungsstelle
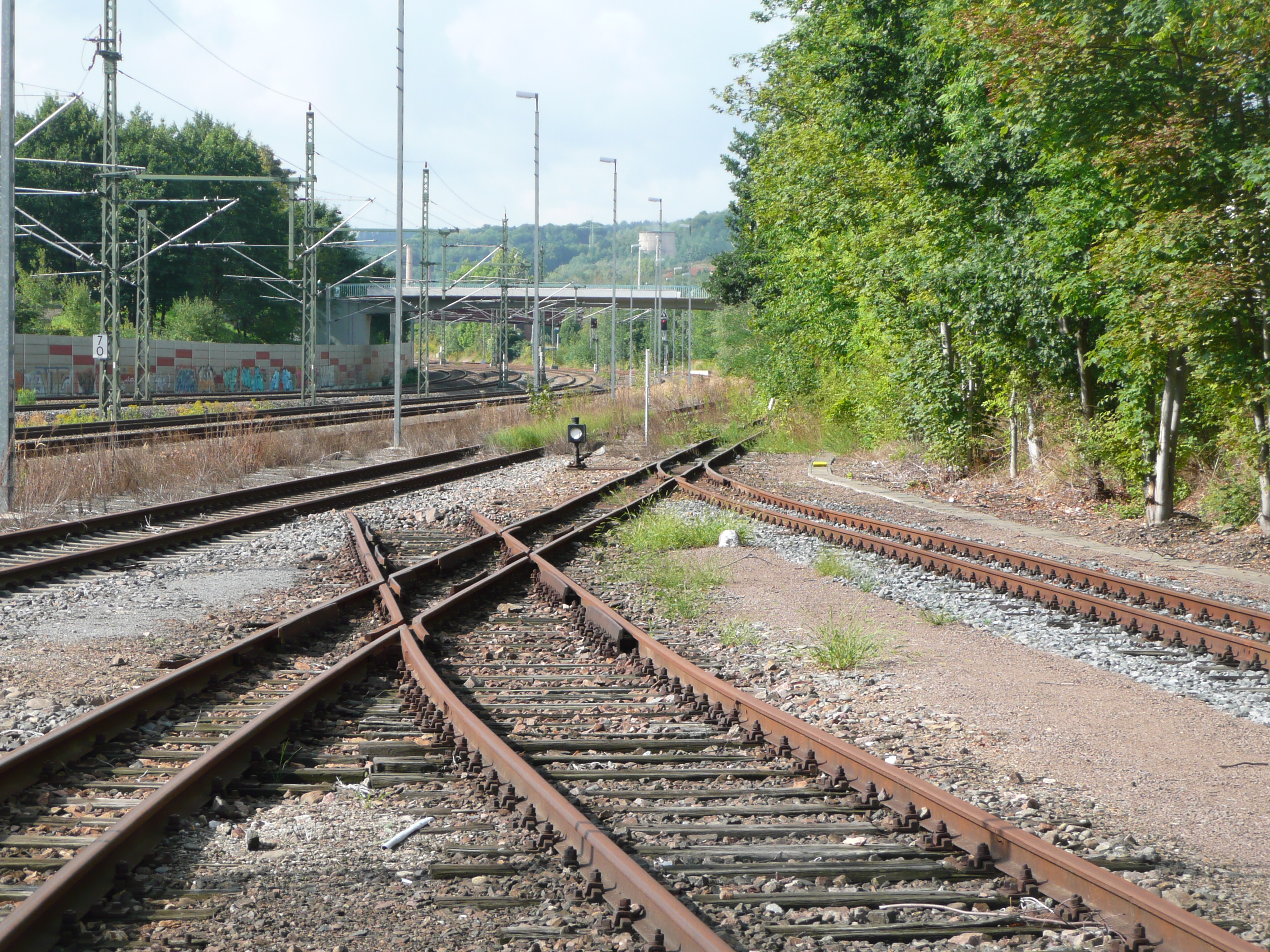
Gleiskreuzung zwischen verschiedenen Spurweiten in der Ausfahrgruppe der Schmalspurbahn

## Verkehr

### Normalspurbahn
Vom Charakter her war der Bahnhof während des Bestehens der Schmalspurbahn ein Spurwechselbahnhof, wobei eine größere Anzahl an Reisenden und Gütern zwischen den Spurweiten ausgetauscht wurden. Ansonsten besaß der Bahnhof nur die Bedeutung eines Durchgangsbahnhof ohne bedeutende Anzahl an Verkehrshalten. Der Bahnhof war früher der bedeutendste der Freitaler Bahnhöfe an der Hauptbahn, heute hat er diesen Status an den Bahnhof Freital-Hainsberg verloren. In der Zeit vor 1989 sind keine Angaben über die Zahl der durch den Bahnhof verkehrenden Züge erhältlich. Es gab ungefähr einen stündlichen Zugbetrieb durch den Bahnhof, wobei bis 1989 noch der Güterverkehr in Richtung Freiberg recht beträchtlich war. Aktuell (2015) verkehren im 30-Minuten-Takt Personenzüge durch den Bahnhof, wobei im Bahnhof nur die Regionalbahn (Dresden Hbf-Zwickau (Sachs) Hbf) und die S-Bahn-Linie S3 (Dresden Hbf-Tharandt) halten. Der Verkehr mit Güterzügen hat im Vergleich zu früheren Zeiten abgenommen.

### Schmalspurbahn
Die Schmalspurbahn Freital-Potschappel–Nossen war im Vergleich zu anderen Schmalspurbahnen eine hochfrequentierte Linie. Bauvorhaben an der Strecke wie das Pumpspeicherwerk Niederwartha oder die Autobahnbrücke Siebenlehn führten zu einer großen Auslastung der Schmalspurbahn im Güterverkehr zusätzlich zu den örtlichen Anschlüssen.
Im Personenverkehr liegen Kursbuchdaten seit dem Jahr 1894 vor; damals gab es einen Verkehr von vier Paar Zügen täglich. 1914 waren es schon elf Paar Züge. 1925 waren es schon wieder zehn Paar Züge, 1932 waren es wieder elf Paar Züge. 1939 war der Verkehr auf zwölf Paar Züge angewachsen. Zum Fahrplanjahr 1950/1951 waren es noch sieben Zugpaare, die auf der Kleinbahn verkehrten, und im letzten Fahrplanabschnitt 1971 verkehrten noch sechs Zugpaare nach Wilsdruff, wobei zwei von ihnen nur werktags verkehrten.

## Umfeld
Der Bahnhof liegt in der Ortsmitte Potschappels, der Eingang zum Empfangsgebäude befindet sich am zentralen „Platz des Handwerks“. Das Rathaus Potschappel, heute Verwaltungssitz der Stadt Freital, liegt nur wenige Meter entfernt. Weitere städtebaulich wertvolle Gebäude wie die Hofmühle, der Goldene Löwe oder das ehemalige Central-Kaufhaus befinden sich in näherer Umgebung. Über die Hauptverkehrsader Dresdner Straße und die Buslinien 160, 161 und 164 des Stadtverkehrs Freital besteht Anschluss an den Öffentlichen Personennahverkehr sowie den Individualverkehr. Auf der ehemaligen Schmalspurstrecke ist inzwischen ein Randwanderweg entstanden, der unweit am Bahnhof vorbeiführt.